# Abierto Mexicano de Tenis 2018 - Qualificazioni singolare femminile
Le qualificazioni del singolare femminile dell'Abierto Mexicano de Tenis 2018 sono state un torneo di tennis preliminare per accedere alla fase finale della manifestazione. Le vincitrici dell'ultimo turno entraranno di diritto nel tabellone principale. In caso di ritiro di una o più giocatrici aventi diritto a queste sono subentreranno le lucky loser, ossia le giocatrici che hanno perso nell'ultimo turno ma che avevano una classifica più alta rispetto alle altre partecipanti che avevano comunque perso nel turno finale.

## Teste di serie
1. Jana Fett (qualificata)
2. Arantxa Rus (qualificata)
3. Jil Teichmann (spostata nel tabellone principale)
4. Rebecca Peterson (qualificata)
5. Carol Zhao (turno finale)
6. Tereza Martincová (turno finale)

1. Olivia Rogowska (turno finale)
2. Jamie Loeb (turno finale)
3. Jasmine Paolini (qualificata)
4. Dayana Yastremska (qualificata)
5. Marie Bouzková (turno finale)
6. Dalila Jakupovič (primo turno)

## Qualificate
1. Jana Fett
2. Arantxa Rus
3. Jasmine Paolini

1. Rebecca Peterson
2. Dayana Yastremska
3. Amandine Hesse

## Tabellone

### Legenda
| - Q = Qualificato - WC = Wild card - LL = Lucky loser | - ALT = Alternate - SE = Special Exempt - PR = Protected Ranking | - w/o = Walkover - r = Ritirato - d = Squalificato |

### Sezione1
|  | Primo turno | Primo turno        | Primo turno        | Primo turno | Primo turno |  |  | Ultimo turno | Ultimo turno | Ultimo turno | Ultimo turno | Ultimo turno |  |
|  |             |                    |                    |             |             |  |  |              |              |              |              |              |  |
|  | 1           | Jana Fett          | Jana Fett          | 6           | 6           |  |  |              |              |              |              |              |  |
|  | WC          | Victoria Rodríguez | Victoria Rodríguez | 1           | 1           |  |  | 1            | Jana Fett    | 6            | 4            | 6            |  |
|  |             | Bibiane Schoofs    | Bibiane Schoofs    | 1           | 0r          |  |  | 8            | Jamie Loeb   | 3            | 6            | 3            |  |
|  | 8           | Jamie Loeb         | Jamie Loeb         | 6           | 1           |  |  |              |              |              |              |              |  |

### Sezione 2
|  | Primo turno | Primo turno       | Primo turno       | Primo turno | Primo turno |  |  | Ultimo turno | Ultimo turno   | Ultimo turno   | Ultimo turno | Ultimo turno |  |
|  |             |                   |                   |             |             |  |  |              |                |                |              |              |  |
|  | 2           | Arantxa Rus       | Arantxa Rus       | 6           | 6           |  |  |              |                |                |              |              |  |
|  |             | Olga Ianchuk      | Olga Ianchuk      | 2           | 1           |  |  | 2            | Arantxa Rus    | Arantxa Rus    | 6            | 6            |  |
|  | WC          | Ana Sofía Sánchez | Ana Sofía Sánchez | 1           | 2           |  |  | 11           | Marie Bouzková | Marie Bouzková | 3            | 2            |  |
|  | 11          | Marie Bouzková    | Marie Bouzková    | 6           | 6           |  |  |              |                |                |              |              |  |

### Sezione 3
|  | Primo turno | Primo turno     | Primo turno     | Primo turno | Primo turno |  |  | Ultimo turno | Ultimo turno    | Ultimo turno    | Ultimo turno | Ultimo turno |  |
|  |             |                 |                 |             |             |  |  |              |                 |                 |              |              |  |
|  | Alt         | Deniz Khazaniuk | Deniz Khazaniuk | 6           | 6           |  |  |              |                 |                 |              |              |  |
|  |             | Jacqueline Cako | Jacqueline Cako | 1           | 2           |  |  | Alt          | Deniz Khazaniuk | Deniz Khazaniuk | 62           | 1            |  |
|  |             | Daniela Seguel  | 6               | 3           | 1           |  |  | 9            | Jasmine Paolini | Jasmine Paolini | 7            | 6            |  |
|  | 9           | Jasmine Paolini | 3               | 6           | 6           |  |  |              |                 |                 |              |              |  |

### Sezione 4
|  | Primo turno | Primo turno            | Primo turno      | Primo turno | Primo turno |  |  | Ultimo turno | Ultimo turno     | Ultimo turno     | Ultimo turno | Ultimo turno |  |
|  |             |                        |                  |             |             |  |  |              |                  |                  |              |              |  |
|  | 4           | Rebecca Peterson       | Rebecca Peterson | 7           | 6           |  |  |              |                  |                  |              |              |  |
|  |             | Elitsa Kostova         | Elitsa Kostova   | 5           | 1           |  |  | 4            | Rebecca Peterson | Rebecca Peterson | 6            | 6            |  |
|  | WC          | Arantxa Parra Santonja | 5                | 6           | 5           |  |  | 7            | Olivia Rogowska  | Olivia Rogowska  | 2            | 1            |  |
|  | 7           | Olivia Rogowska        | 7                | 2           | 7           |  |  |              |                  |                  |              |              |  |

### Sezione 5
|  | Primo turno | Primo turno       | Primo turno       | Primo turno | Primo turno |  |  | Ultimo turno | Ultimo turno      | Ultimo turno      | Ultimo turno | Ultimo turno |  |
|  |             |                   |                   |             |             |  |  |              |                   |                   |              |              |  |
|  | 5           | Carol Zhao        | 5                 | 6           | 6           |  |  |              |                   |                   |              |              |  |
|  | WC          | Giuliana Olmos    | 7                 | 0           | 1           |  |  | 5            | Carol Zhao        | Carol Zhao        | 0            | 2            |  |
|  |             | Emina Bektas      | Emina Bektas      | 4           | 2           |  |  | 10           | Dayana Yastremska | Dayana Yastremska | 6            | 6            |  |
|  | 10          | Dayana Yastremska | Dayana Yastremska | 6           | 6           |  |  |              |                   |                   |              |              |  |

### Sezione 6
|  | Primo turno | Primo turno         | Primo turno         | Primo turno | Primo turno |  |  | Ultimo turno | Ultimo turno      | Ultimo turno      | Ultimo turno | Ultimo turno |  |
|  |             |                     |                     |             |             |  |  |              |                   |                   |              |              |  |
|  | 6           | Tereza Martincová   | Tereza Martincová   | 6           | 6           |  |  |              |                   |                   |              |              |  |
|  |             | Paula Badosa Gibert | Paula Badosa Gibert | 4           | 4           |  |  | 6            | Tereza Martincová | Tereza Martincová | 3            | 1r           |  |
|  |             | Amandine Hesse      | 6                   | 2           | 7           |  |  |              | Amandine Hesse    | Amandine Hesse    | 6            | 4            |  |
|  | 12          | Dalila Jakupovič    | 2                   | 6           | 62          |  |  |              |                   |                   |              |              |  |